# ぷちぷり*ユーシィ
『ぷちぷり＊ユーシィ』は、日本のテレビアニメ作品。全26話。2002年9月30日から2003年3月24日まで、NHK BS2で放送された。
本作品はガイナックスのゲーム『プリンセスメーカー』シリーズを題材とする中世ヨーロッパ風の世界を舞台としたファンタジーである。また、ガイナックス作品の常として少女向け名作アニメを再構成した作品でもある。

## あらすじ
主人公のユーシィは、呪い（?）により10歳の頃から身体の成長が止まってしまった。17歳の誕生日、「エターナルティアラ」の発する不思議な光に導かれ宮殿に忍び込んだユーシィは、それを手に入れれば願い事がかなえられることを知る。しかし、エターナルティアラは1000年に一度生まれる「プラチナプリンセス」にのみ身につけることが出来るものだった。ユーシィは人間界のプラチナプリンセス候補となり、魔界・霊界・天界・妖精界の各プラチナプリンセス候補と共にプリンセスアカデミーに通い、様々な課題を乗り越える事により、心の力を養い友情を深めてゆく。

## 作品用語
エターナルティアラ
人間界・天界・魔界・霊界・妖精界の力が込められ、どんな願いもかなえることができると言われている。プラチナプリンセス以外の者が触れると命を落としかねない。銀色のティアラに5色の宝石が埋め込まれている。
プラチナプリンセス
エターナルティアラを身につけることができる唯一の人物。ティアラにふさわしい心の力を持つことが必要とされる。
プリンセスアカデミー
各国のプリンセス候補（ぷちぷり）が集められている学園。人間界の女王、エルセルが校長を勤める。
クリスタルフラワー
5世界にそれぞれひとつずつ存在する。プラチナプリンセスになるためにはこの5つの花を咲かせ心の力を示さねばならない。
アルバイト
ぷちぷりに課せられた修行科目。元となったゲーム『プリンセスメーカー』からのオマージュであるが、ここではあくまでも心の力を鍛えるための社会勉強であり、ゲームと異なり、報酬（お金）は貰えない。
人間界
プリンセスアカデミーがある、作品のメインとなる世界。劇中では魔界、霊界、天界、妖精界の存在と各世界との交流が認知されており、魔法やモンスター等も一般に知られている。
霊界
ココルーの故郷。他の世界と比べると陰気で寂しい雰囲気の世界。霊界の人々は基本として他の世界の者には姿が見えず、声も聞こえない。幽霊の怖いイメージと裏腹に、心優しく協力的な民で賑わっている。
魔界
グレンダの故郷。本来は禍々しく邪悪な雰囲気の世界なのだが、魔王によって可愛い装飾がそこら中に施され『親しみ易い魔界』へと改革中。グレンダは相当気に入っていない様子。魔界の民はいわゆるファンタジーのモンスター系である。
天界
エルミナの故郷。神殿風の空中都市が浮かぶ世界。都市は重力の影響が無いのか、上下の区別がない構造をしている。天空人はみな空を飛べるので何不自由無い模様。雑務は『決してミスをしない』という理由から、全てロボットが受け持っている。
妖精界
ベスの故郷。本来は自然豊かな、人語を解する動物と妖精とが暮らす平和な世界。現在はディアボロスに侵食され、徐々に荒廃した大地へと変わりつつある。この5つの世界は互いにバランスを取って存在しているため、妖精界の変化が人間界などにも影響を及ぼしつつある。
魔法界
5つの世界とは別に存在していた、もうひとつの世界。作品のラストのキーポイント。

## 登場人物

### プラチナプリンセス候補
五世界から一人ずつ選ばれた候補達は、何故か全員『17歳だが10歳で成長が止まった状態』になっている。ユーシィ以外はそれぞれの世界の王の娘である。
ユーシィ
声 - 山本麻里安
人間界のプラチナプリンセス候補。エターナルティアラとの出会いがきっかけで、プリンセスアカデミーに通うこととなる。明るく誰にでも優しい、困ってる人は放っておけない性格。学業的には特に秀でた科目は無いが、失敗しても決してくじけずに周りを引っ張っていくその気質で、ライバル達も一目置く存在になっていく。原作の第3作「ゆめみる妖精」での「娘」を元にした容姿となっており、前髪を上げて額を広く出しているため、アルクに「おでこ」とあだ名を付けられた。
ココルー
声 - 福井裕佳梨
霊界のプラチナプリンセス候補。メガネっ娘。控え目な性格で、いても存在感がないので気づかれないと自嘲している（しかし、実際にはユーシィの行くところに必ず現われる、不自然なまでに神出鬼没な怪しい少女）。当初はその消極的な性格から、自分がプラチナプリンセス候補に選ばれたのは何かの間違いだと考え、ユーシィや周りのクラスメイトに正体を言えないでいた。身体は幽体らしく、物質をすり抜けることが出来る。絵が好きで、自らを描かれたことによりその可能性を知り、作中の重要なポイントとなった。
グレンダ
声 - 松岡由貴
魔界のプラチナプリンセス候補。褐色の肌と肉体年齢10歳とは思えない抜群のスタイルを誇る。常に尊大な態度で「エレガントな美貌とファンタスティックな魔力のこの私」が口癖。当初、特技が無い（ように見える）ユーシィに激しく敵愾心を抱くが、次第に良きライバルになっていく。魔法が得意でその魔力も絶大だが、騒ぎを起こさない様、プリンセスアカデミー及び人間界では魔法の使用が禁じられている。父に愛想を付かして出ていった母を慕っている。アカデミーの中で他の生徒と異なった黒い制服を着ている。
エルミナ
声 - 川澄綾子
天界のプラチナプリンセス候補。美しい大きな翼を持っているが、アカデミー内では飛行禁止で背中に収めている。文武両道で成績優秀。全てに完璧を求める厳格な父に育てられ、幼い頃のミスが原因でコンプレックスを抱いており、以後、父親に認められるよう完璧を目指し努力している。当初は感情を表に出さず、アカデミーの規律にも馴染めなかったが、ユーシィ達と交流を持ってからは口数も多くなる。特にグレンダとは趣味や主張が合わず、常に口喧嘩が絶えず毒舌家の風体をかもし出す。
ベス
声 - 折笠富美子
妖精界のプラチナプリンセス候補。ユーシィ達より以前にプリンセスアカデミーに入学していたが、欠席していたため、出会うのは最後になった。妖精界がディアボロスに襲われた時、住民達に協力を求めたが、妖精界の臆病な住民は逃げてしまい、それからは誰にも頼らず妖精界を守ろうと決意する。プラチナプリンセスを目指すのもその願いからで、どんな手段を使っても構わない考えになってしまい、他人に心を開かなかった。ココルーやユーシィ達の友情に感化され、協力し合うようになっていく。

### 執事
キューブ
声 - サエキトモ
ガンバード家の執事。ユーシィにいつも振り回されている。実は魔界から追放された身で、グレンダとガガからは裏切り者扱いされている。魔法陣を用いて異世界の道具屋とアクセスし、ユーシィのためにお助けアイテムを手配する。プリンセスメーカーシリーズに度々登場している。
ガガ
声 - 石井康嗣
グレンダの執事。執事生活1004年の大ベテラン。グレンダのためならどんな苦労も厭わない。反面、ステレオタイプで頑固者。腰がウィークポイント。魔界を離れ人間に仕えているキューブを良く思っておらず、何かにつけて説教する。
チャウ
声 - 前田千亜紀
ココルーの執事。マンガに出てくるゴーストのような姿。主人のココルーとは正反対の、積極的で行動派な性格。関西弁で話す。自在に姿を変えることができる。いつもはココルーの影の中に潜んでいる。
バリザン
声 - 西村朋紘
エルミナの執事。巨大なロボットで攻撃力も装甲も強力無比。だが、とても礼儀正しく優しい性格。ロボットであるがゆえ、鈍重なのが欠点。胸には名前の由来になった携帯電話のバリ3マークに酷似した模様がついている。
ベルベル
声 - 金田朋子
ベスの執事。いわゆる妖精で、お喋りなのが玉に瑕。語尾に「～です」が口癖。他の執事達の仕事は主人を補佐する事だが、ベルベルの場合はベスの話し相手がメインとなっている。

### その他の登場人物
ガンバード
声 - 堀内賢雄
ユーシィの養父。元勇者。戦場で赤ん坊のユーシィを拾って育て、今や魔王にも劣らぬ親バカで、ユーシィのために美味しい食事を作るのが生き甲斐になっている。20年前にエターナルティアラを完成させた功績により貴族の称号を得ているため、特に働かなくても十分生活できる。
ユーシィからは「パパ」と呼ばれている。
エルセル女王
声 - 井上喜久子
人間界の女王。プリンセスアカデミー校長でもある。意外と天然で、ユーシィ達に課題をいきなり話すも「言ってませんでしたっけ？」がお約束になっている。ガンバードとはかつて恋仲だったが、先王が急病となり国の安泰を優先させられ、他の男性と結婚してしまった。
ドラゴ
声 - 八木光生
山奥の湖に住む年老いたドラゴン。1000年は生きているとされる。今は昼寝が趣味の隠居生活で、ユーシィの相談相手。だが、老いてもその力は健在で、妖精界でディアボロスと戦い善戦している。
アルク
声 - 山口隆行
謎の青年剣士。エターナルティアラについて調べている。実はエルセルの息子のアロウ王子である。ユーシィと出会い、親睦が深まっていく。
魔王
声 - 内海賢二
グレンダの父親。巨漢のマッチョでどこから見ても悪人面。だが物分りの良い親バカで、グレンダの成長記録を水晶玉に記憶させ大量に集めているほど。（人間のビデオコレクションと同様）何かとグレンダに助力したり、プレゼントを贈ったりしているが、その溺愛振りからグレンダには徹底的に避けられている。
グレンダからは「オヤジ」と呼ばれている。
霊界王
ココルーの父親。滅多に姿を現さず、ユーシィ達には姿も見えず声も聞こえない。出てきても本が宙に浮かんでいるだけにしか見えない。
ココルーからは「父さま」と呼ばれている。
天界王
声 - 家弓家正
エルミナの父親。極めて厳格で、娘には特に完璧を求めており、ほとんど笑顔も見せず、褒めもしない。
だが、エルミナの努力を常に気にしていることでは愛情の裏返しとも取れる。
エルミナからは「お父様」と呼ばれている。
妖精王
声 - 安原義人
ベスの父親。世界を喰らう魔物ディアボロスの力を抑えるため、自らの身体を大樹と化している。だが、徐々に増加するディアボロスの力により衰弱が進んでいる。
ベスからは「父さん」と呼ばれている。
ディアボロス
世界を闇に包み込むもの。正体は魔導生命体で、全ての世界を渡り、世界を貪り滅ぼしてしまう。ディアボロスを攻撃して傷を負わせても、その世界からパワーを吸い取り再生してしまうので、うかつな戦法が取れない。
マガ・ゼーレント
声 - 横山智佐
エルセル女王を陰から操る謎の魔術師。その正体は1000年前の魔法界のプラチナプリンセス候補。自らの選択の結果、魔法界を壊滅させ、友だったプラチナプリンセス候補達までも亡くした過去を持つ。その姿はプリンセスメーカー第1作の娘で、声を担当した横山智佐はゲーム版の声優でもあった。

## スタッフ
- 原作・キャラクター原案 - 赤井孝美
- 監修 - 庵野秀明
- 監督 - 大塚雅彦
- シリーズ構成 - 花田十輝、山賀博之
- キャラクターデザイン - 只野和子
- モンスターデザイン - 松下浩美
- 美術監督 - 針生勝文
- 色彩設計 - 松山愛子
- コンポジションディレクター - 青木武
- 編集 - 大竹弥生
- 現像所 - IMAGICA
- 音響監督 - 中野徹
- 音楽 - 長岡成貢
- プロデューサー - 関戸雄一、近藤栄三、井上博明
- アニメーション制作 - GAINAX、AIC
- 製作 - ぷちぷり委員会

## 主題歌
オープニングテーマ「えがおのてんさい」
作詞 - 森浩美 / 作曲・編曲 - 長岡成貢 / 歌 - ぷちぷりーず（山本麻里安・松岡由貴・福井裕佳梨・川澄綾子・折笠富美子）
エンディングテーマ「言えないから」
作詞 - 石田燿子 / 作曲 - 奥井雅美 / 編曲 - 長岡成貢 / 歌 - 石田燿子
挿入歌「ともだちでライバル」
作詞 - 森浩美 / 作曲・編曲 - 長岡成貢 / 歌 - ぷちぷりーず（山本麻里安・松岡由貴・福井裕佳梨・川澄綾子・折笠富美子）

## 各話リスト
| 話数 | サブタイトル                             | 脚本           | 絵コンテ        | 演出         | 作画監督              |
| ---- | ---------------------------------------- | -------------- | --------------- | ------------ | --------------------- |
| 1    | 誕生! プラチナプリンセス候補             | 花田十輝       | 佐伯昭志        | 大塚雅彦     | 菅沼栄治              |
| 2    | ライバル登場? ユーシィ、学校に行く       | 花田十輝       | 別所誠人        | 別所誠人     | 牧野竜一              |
| 3    | ドキドキ! 初めてのアルバイト!            | 花田十輝       | 宮下新平        | 秋山勝仁     | 恩田尚之              |
| 4    | どうしよう? 毛玉パニック!                | あおしまたかし | 吉田徹          | 吉田徹       | 中島美子              |
| 5    | メモリー…遠い日の花園                    | 山田靖智       | 木村隆一        | 木村隆一     | 安彦英二              |
| 6    | もしかして!? 出会いは突然やってきた      | 花田十輝       | 鶴巻和哉        | 磨積良亜澄   | 恩田尚之              |
| 7    | ニャンと? 魔界はネコばかり               | あおしまたかし | 今石洋之        | 大塚雅彦     | 錦織敦史              |
| 8    | きらめいて、私の中のワタシ               | 山田靖智       | 別所誠人        | 別所誠人     | 岡崎洋美              |
| 9    | パーフェクト? 天界の姫現る!              | 花田十輝       | あおきえい      | あおきえい   | 日下部智津子          |
| 10   | 運命? 再会のライブラリー                 | 花田十輝       | 秋山勝仁        | 秋山勝仁     | 菅沼栄治              |
| 11   | 思いは届く 渚で出会った少女              | 花田十輝       | 木村隆一        | 木村隆一     | 安彦英二              |
| 12   | 挑戦! 天界トライアスロン                 | 山田靖智       | 越智博之        | 越智博之     | 小船井充              |
| 13   | ロマンス! 恋の魔法は突然に               | 山田靖智       | 大地丙太郎      | 吉田徹       | 中島美子              |
| 14   | 謎また謎! 妖精界のプリンセス             | 花田十輝       | 別所誠人        | 別所誠人     | 恩田尚之              |
| 15   | 新生ぷちぷり! 新たなる課題               | あおしまたかし | 宮下新平        | 遠藤広隆     | 奥田淳                |
| 16   | 収穫祭 ユーシィの決意!                   | 花田十輝       | 秋山勝仁        | あおきえい   | 菅沼栄治              |
| 17   | 大迷惑! 妖精界はウソだらけ               | 山田靖智       | 錦織敦史        | 木村隆一     | 安彦英二              |
| 18   | 燃えろ執事魂! バリザンを救え             | あおしまたかし | 吉田徹          | 吉田徹       | 中島美子              |
| 19   | ご奉仕します! ご主人はヘンクツ様         | 山田靖智       | 別所誠人        | 鶴岡耕次郎   | 小船井充              |
| 20   | 告白! 二人きりの舞踏会                   | 花田十輝       | 秋山勝仁        | 秋山勝仁     | 日下部智津子          |
| 21   | 全員集合! 心をつなぐ歌声                 | あおしまたかし | あおきえい      | あおきえい   | 北島信幸 日下部智津子 |
| 22   | 見える? 見えない? 幽霊屋敷へいらっしゃい | 山田靖智       | ひいろゆきな    | ひいろゆきな | 錦織敦史              |
| 23   | 妖精界へ……輝け、五つの心!                | あおしまたかし | 摩砂雪 越智博之 | 越智博之     | 越智博之              |
| 24   | 卒業……胸に秘めた思い                     | 山田靖智       | 木村隆一        | 木村隆一     | 奥田淳                |
| 25   | 最後のセーヌ! プリンセスの選択           | 花田十輝       | 別所誠人        | 別所誠人     | 恩田尚之              |
| 26   | いつか大人になる私へ                     | 花田十輝       | 平松禎史        | 大塚雅彦     | 菅沼栄治              |

## アイキャッチ
アイキャッチは22話まで毎回異なるものが用意され、ディフォルメキャラによるコミカルな内容となっている（23話以降はアイキャッチ無し）。
なお、最終回の最後にもアイキャッチと同じ作風の映像が流れる。

## 漫画
- 角川コミックス・エース ぷちぷり＊ユーシィ 完全版（作画：竜騎らみゅー）